# Narbonne Volley 2020-2021
Questa voce raccoglie le informazioni riguardanti il Narbonne Volley nelle competizioni ufficiali della stagione 2020-2021.

## Organigramma societario
Area direttiva
- Presidente: Jérémie Ribourel

Area tecnica
- Allenatore: Guillermo Falasca
- Allenatore in seconda: Tristan Martin

## Rosa
| N° | Nome             | Ruolo | Data di nascita   | Nazionalità sportiva |
| -- | ---------------- | ----- | ----------------- | -------------------- |
| 1  | Symon Bardoul    | O     | 16 giugno 2000    | Francia              |
| 2  | Maxence Mahieux  | S     | 21 maggio 2003    | Francia              |
| 3  | Rémi Bassereau   | S     | 26 febbraio 1999  | Francia              |
| 4  | Moussé Gueye     | C     | 11 novembre 1996  | Senegal              |
| 5  | Nicolás Uriarte  | P     | 21 marzo 1990     | Argentina            |
| 6  | Théo Bourquin    | P     | 17 luglio 2001    | Francia              |
| 7  | Allan Verissimo  | S     | 26 giugno 1990    | Brasile              |
| 8  | Alexandre Gabin  | P     | 25 settembre 2002 | Francia              |
| 9  | Aymen Bouguerra  | S     | 1º novembre 2001  | Tunisia              |
| 10 | Théo Durand      | L     | 18 settembre 2000 | Francia              |
| 11 | Simon Hirsch     | O     | 3 aprile 1992     | Germania             |
| 12 | Nicolás Zerba    | C     | 13 giugno 1999    | Argentina            |
| 14 | Ludovic Arzac    | C     | 2 giugno 2002     | Francia              |
| 15 | Julien Faganas   | O     | 21 giugno 2004    | Francia              |
| 16 | Ludovic Duée     | L     | 3 giugno 1991     | Francia              |
| 17 | Lisandro Zanotti | S     | 4 ottobre 1990    | Argentina            |
| 18 | Martín Ramos     | C     | 26 agosto 1991    | Argentina            |